# Белосельский-Белозерский, Александр Михайлович
Князь Алекса́ндр Миха́йлович Белосе́льский-Белозе́рский (1752 — 26 декабря 1809, Санкт-Петербург) — русский писатель

, просветитель и дипломат, родоначальник Белосельских-Белозерских. Член Российской Академии словесности, почётный член Императорской Академии наук и Академии художеств, почётный член ряда иностранных академий. Владелец крупной картинной галереи.

## Биография
Происходил из рода Белосельских (Рюриковичи), который возвысился вследствие брака князя Михаила Андреевича Белосельского с дочерью могущественного графа Григория Петровича Чернышёва и жены его, Авдотьи, урожд. Ржевской. Отец Александра Михайловича при Елизавете Петровне возглавлял военно-морское ведомство (в 1745—1749 гг. глава Адмиралтейств-коллегии, затем генерал-кригскомиссар флота).
Александр ещё ребёнком был записан в конную гвардию, в 19 лет (1771 г.) был произведен сначала в корнеты, а затем в прапорщики Измайловского полка. В 1779 г., в звании камер-юнкера, был назначен русским посланником в Дрезден (Саксония) вместо умершего брата Андрея Михайловича. В 1789 г. он был переведен посланником в Турин (Сардинское королевство), осенью 1790-го вернулся в Россию. В сентябре 1791-го выехал в Турин, прибыл туда в апреле, задержавшись в Вене. В Турине оставался до 1793 г. После этого жил в России, преимущественно в Петербурге.
Указом Павла І от 27 февраля (10 марта) 1799 года произведен в родовые командоры Мальтийского ордена, причём ему было повелено прибавить к своей фамилии прозвание «Белозерский» и писаться впредь, с нисходящим потомством, князем Белосельским-Белозерским. В царствование Александра I получил звание обер-шенка и орден Св. Александра Невского. Был избран в почетные члены Императорской Академии наук и Академии художеств, почетный любитель Петербургской Академии Художеств (1809 г.), действительный член Российской Академии (1800 г.). Также был членом Болонского института, Нансийской академии словесности и Кассельской академии древностей.
В 1784 году князь купил у разорившегося графа П. К. Разумовского Крестовский остров, а позднее — дом на углу Невского и Фонтанки (впоследствии перестроенный в дворец Белосельских-Белозерских), где Александр Михайлович жил последние годы и умер 26 декабря 1809 года. Похоронен в Александро-Невской лавре.

## Творчество
Основное его сочинение — «Дианиология, или Философская картина интеллекта». Книга издавалась в Дрездене, Лондоне и Фрайбурге. Вёл переписку с Кантом, в которой тот высоко оценил его «Дианиологию». В России его труд известности не получил, а заслужил только насмешки. Например, Вигель вспоминает о том, как «один знатный барин, чудак князь Белосельский, читал… обществу свои уродливо-смешные произведения на русском и французском языках».
Также был автором оперы «Олинька, или первоначальная любовь». Информация о неблагопристойном содержании пьесы дошла до императора Павла I, и тот потребовал текст пьесы для проверки. Князь Белосельский обратился за помощью к Карамзину, и вместе они исправили текст, убрав из него все острые моменты. В 1796 году в селе Ясном эта книга была издана ограниченным тиражом. Смирнов-Сокольский считал эту книгу фальсификацией с целью обмануть императора.

## Семья

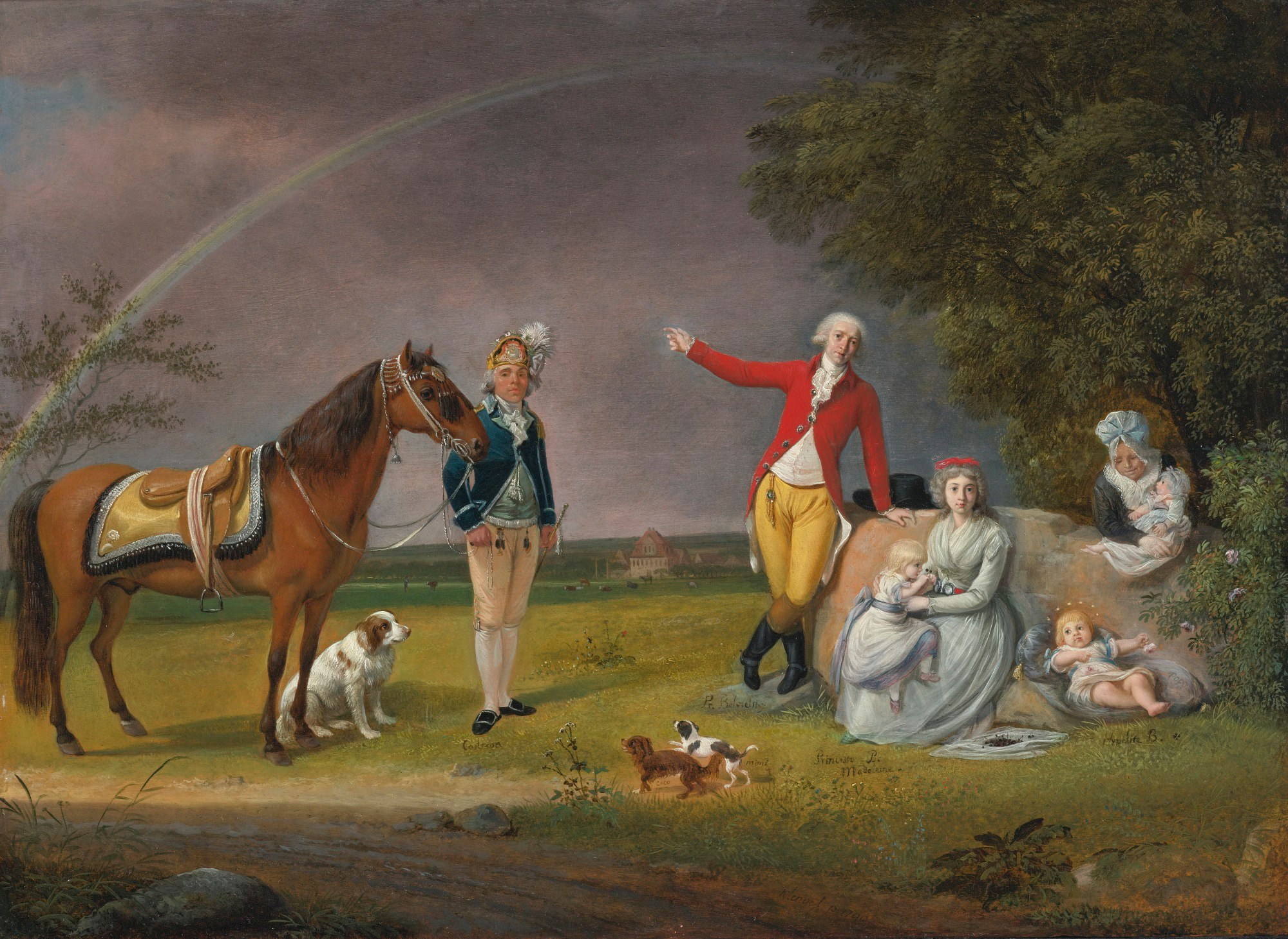
Художник Иоганн Христан Кленгель. Князь Александр Белосельский-Белозерский с первой женой и детьми, 1790 год

Князь был женат дважды и имел семь детей.
1. жена с 1786 года Варвара Яковлевна Татищева (27 марта 1764—25 ноября 1792), племянница сенатора П. Д. Еропкина и троюродная сестра дипломата Д. П. Татищева. Умерла в Турине, на её могиле муж соорудил великолепную часовню на берегу реки По, впоследствии останки были перенесены на кладбище Сан Пьетро ин Винколи.
  - Мария (Магдалина) Александровна (25.05.1787—1857), родилась в Дрездене, будучи хромой, в 1805 году по желанию отца вышла замуж за небогатого помещика, камергера Александра Сергеевича Власова (1777—1825). По словам современника, женившись на богатой княжне, Власов «стал рьяным коллекционером, чего только у него не было: старинные картины, миниатюры, гравюры, книги, табакерки, фарфор и бронза. В конце концов он разорился, и одна часть его собрания была продана с аукциона, а другая разыграна в лотерею»[7]. Овдовев, Мария Александровна уехала за границу, жила в Риме у сестры Зинаиды Волконской и по её примеру приняла католицизм. Была в дружеских отношениях с Гоголем, который любил над ней посмеяться. В противоположность богато одаренной Зинаиде, Власова была довольно ограниченной женщиной, в обществе за её вульгарность её называли Madelon[8], но в сущности она была чрезвычайно добрая и сердечная. Умерла в Италии, была похоронена рядом с сестрой в Риме в церкви св. Викентия и Анастасии на площади Треви, затем их останки перенесли на кладбище Кампо Верано в одну из общих могил[9][10].
  - Зинаида Александровна (03.12.1789—1862), хозяйка литературного салона, писательница, поэтесса, певица и композитор; была замужем за князем Н. Г. Волконским.
  - Ипполит Александрович (1788—1789)
  - Наталья Александровна (28.03.1791—29.12.1813), родилась в Москве[11] и была оставлена Белосельскими при отъезде в Турин у Татищевых, у которых и воспитывалась[12] , замужем за генерал-лейтенантом В. Д. Лаптевым (1758—1825). По словам современницы, в декабре 1813 года в Москве «стояли небывалые морозы, термометр опускался до минус 34 С, наконец, сама ртуть замерзла; в этот сильный мороз г-жа Лаптева простудилась, десять дней проболела и утром 29 декабря скончалась»[13].
2. жена с сентября 1795 года Анна Григорьевна Козицкая (1773—1846), дочь екатерининского статс-секретаря Г. В. Козицкого, принесла мужу часть громадного состояния своего деда И. С. Мясникова, включая подмосковную усадьбу Льялово. По свидетельству Е. Ф. Комаровского, после брака с богачкой Козицкой «князь Белосельский жил в Москве великолепно; он любил играть комедии и, можно сказать, был мастер сего дела; особливо он играл в совершенстве роль игрока[фр.] в комедии Реньяра».
  - Эспер Александрович (27.12.1802—15.06.1846), генерал-майор, с 1831 года был женат на фрейлине Елене Павловне Бибиковой (1812—1888), падчерице А. Х. Бенкендорфа.
  - Екатерина Александровна (28.04.1804—01.05.1861), с 1825 года была второй женой генерала от артиллерии И. О. Сухозанета (1788—1861), в браке имели сына Александра и дочь Анну, в замужестве за камергером Н. А. Безобразовым.
  - Елизавета Александровна (01.10.1805[14]—12.01.1824), крестница императрицы Марии Фёдоровны, в 1822 году стала невестой А. И. Чернышева (1786—1857), будущего князя, но свадьба состоялась лишь в следующем году под предлогом «молодости невесты», но в сущности, когда окончательно прекратились юридические отношения (развод) жениха к первой его жене. Елизавета Александровна скончалась от несчастных родов. Её смерть вызвала всеобщее сожаление в петербургском свете. По отзыву К. Я. Булгакова она «была мила, умна, скромна, добра»[15].

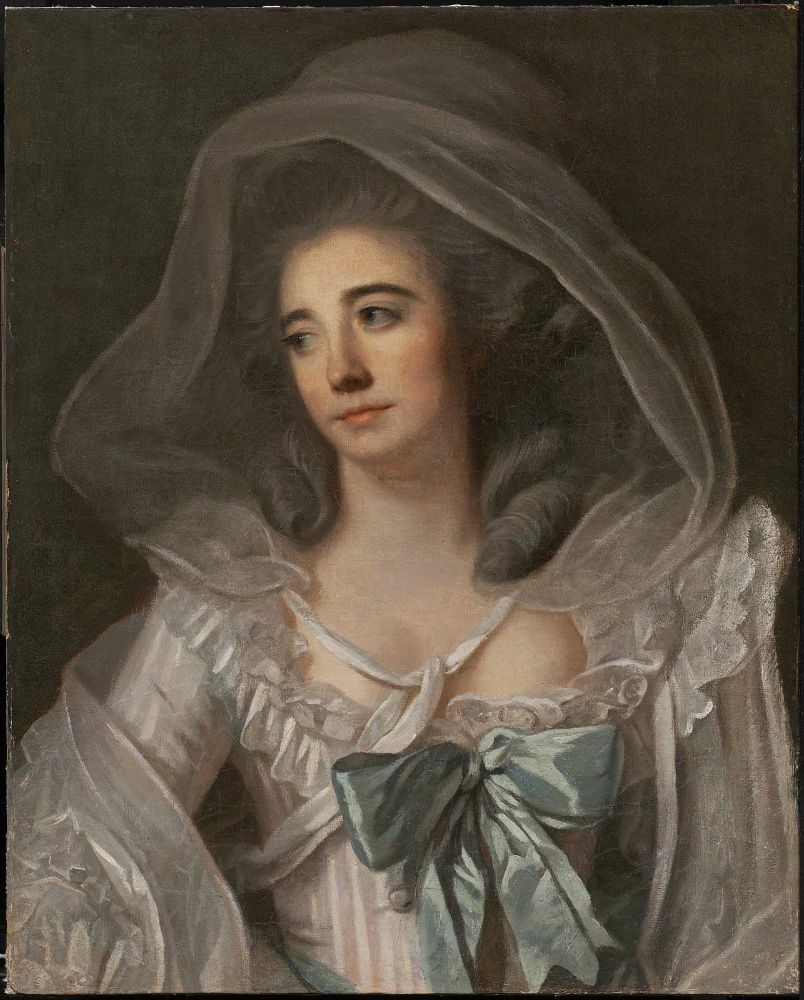
Анна Григорьевна, 2-я жена
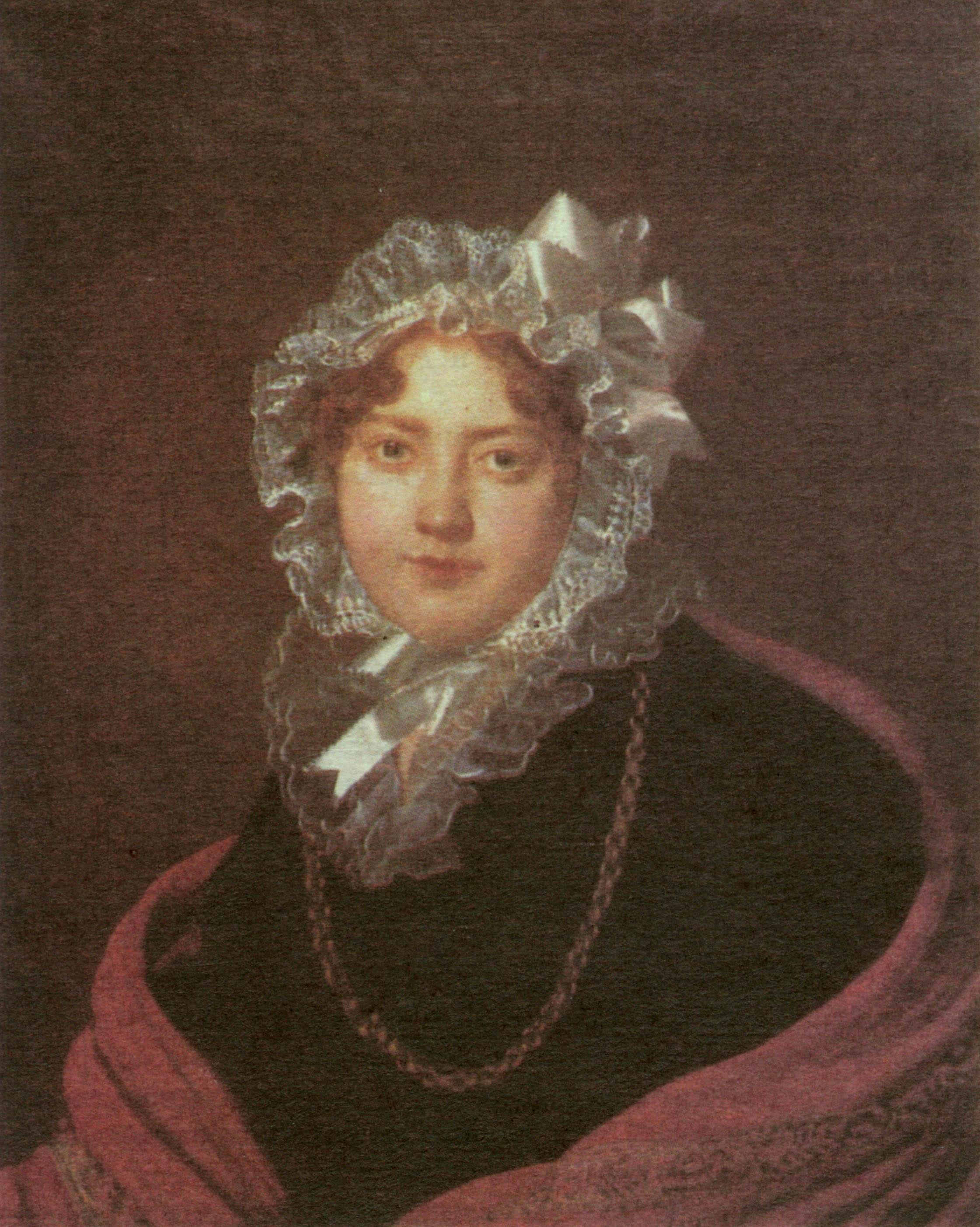
Мария Александровна, дочь
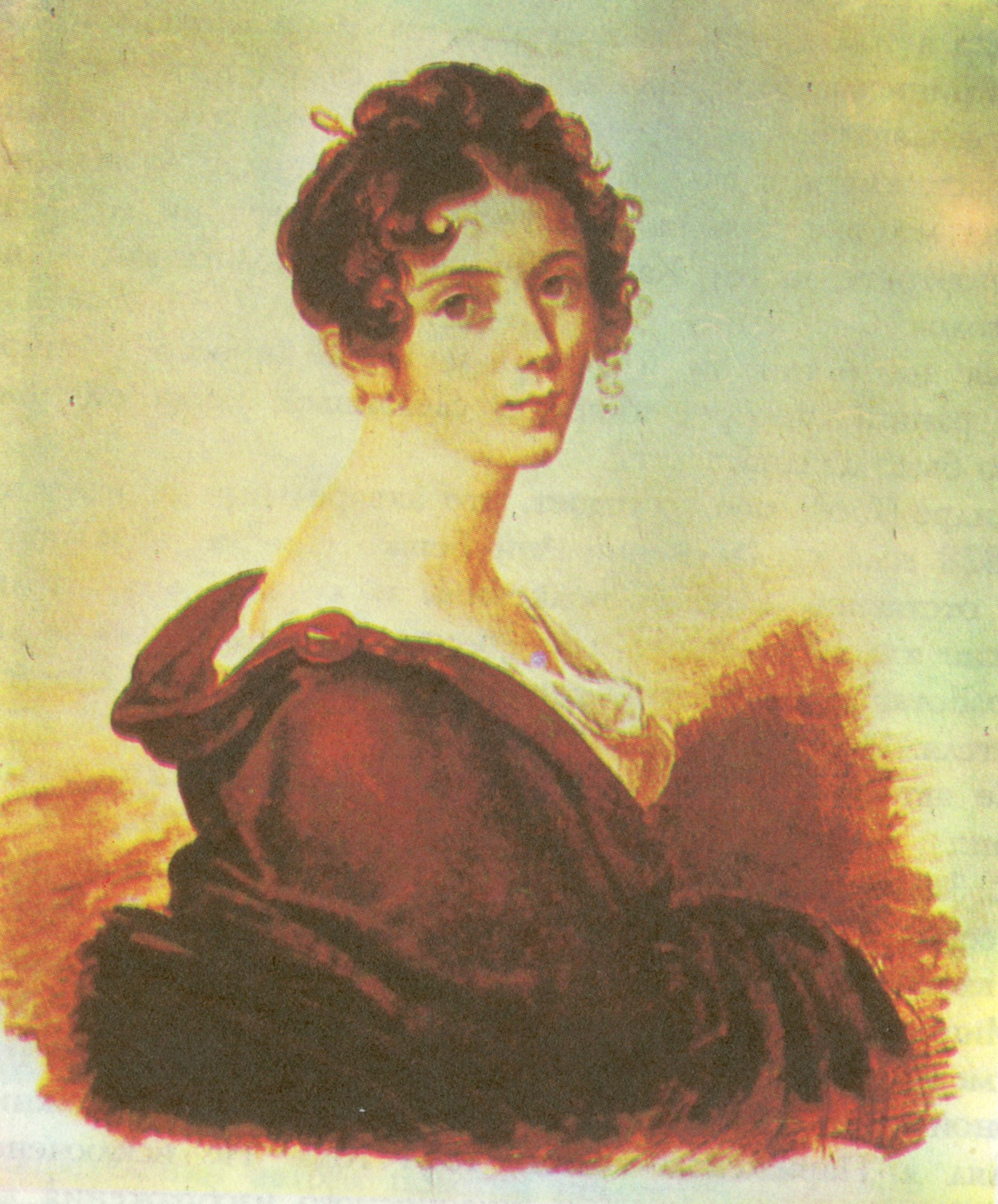
Зинаида Александровна, дочь
Эспер Александрович, сын
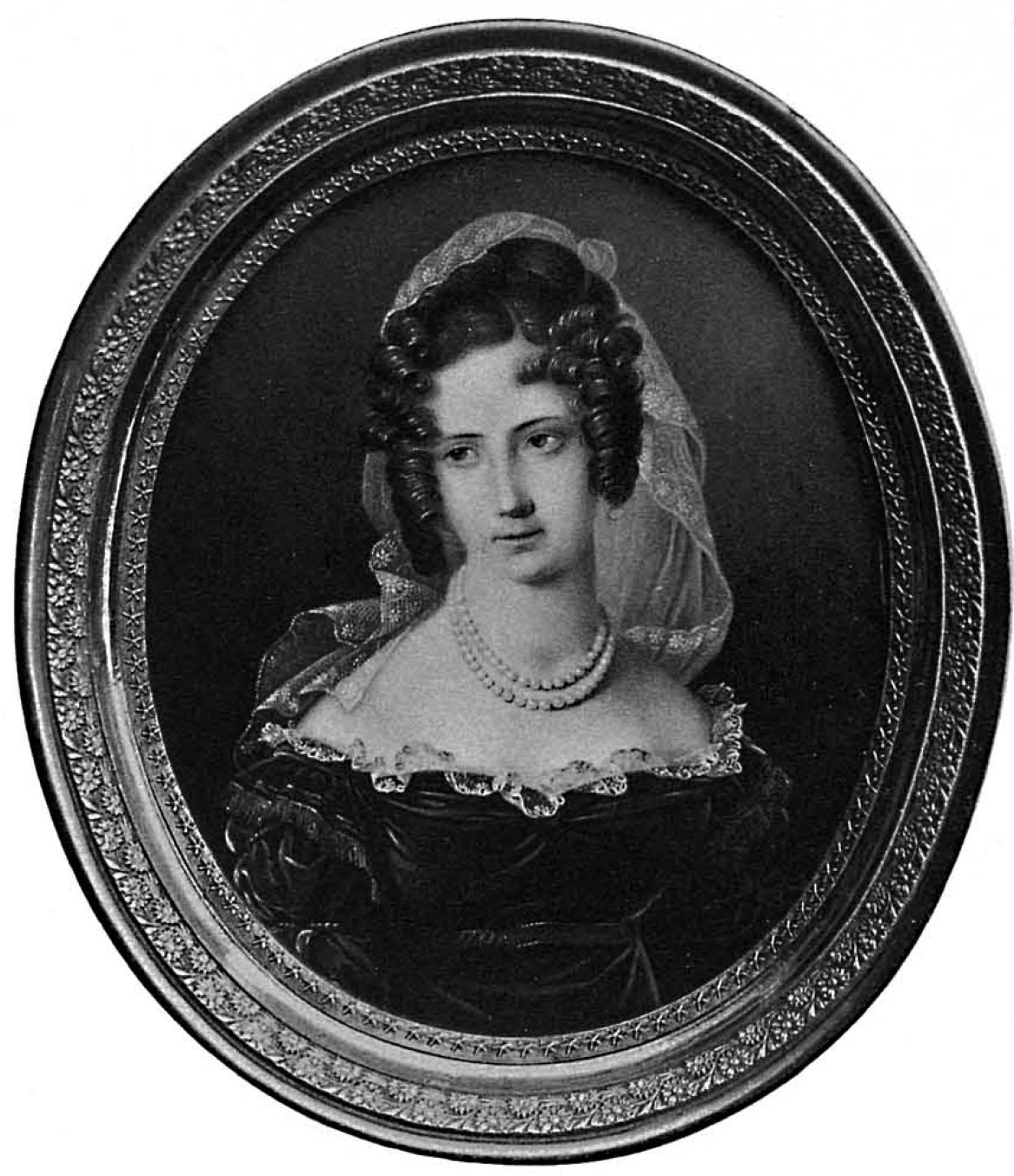
Елизавета Александровна, дочь

## Сочинения
- De la musique en Italie (1778)
- Poésies françaises d’un prince étranger (1789)
- Dianologie ou tableau philosophique de l’entendement (1790)